# 蔷花红莲传 (1924年电影)
《蔷花红莲传》是一部1924年的无声电影，亦是朝鲜半岛完全依靠本土资金、技术、人员自主制作的首部电影。1923年，日本人早川孤舟将韩国古典名著《春香传》抢先拍成电影。这使朝鲜半岛早期电影制作人朴承弼很受触动，决议拍一部同样是改编自韩国古典名著的电影。这是古典怪談《薔花紅蓮傳》第一次電影化，此后在1936年、1956年、1962年、1972年、2003年被改编成电影版本。
《蔷花红莲传》的导演是朴承弼的继承人朴晶铉，摄影师是李弼雨，主角蔷花和红莲由光武台的清唱高手金玉姬和金雪子出演，出演使道的是韩国电影史上第一个辩士禹正植。:66-69:37-38
《蔷花红莲传》共8卷，由团城社活动写真摄影部租借首尔郊区一座寺院，冒着酷暑，历时3周拍摄完成。影片改编自朝鲜古典名著。蔷花和红莲两姐妹因受继母虐待而死，得不到安息的冤魂化身女鬼经常出现在使道身边哭诉冤情，最终怨恨得到了化解。该片1924年9月5日在团成社首映后，观影人次超过了13000人，票房喜人。团成社原本放映一周，但由于天天爆满，不得不延长放映两天。15日之后，金永焕率领巡演团在大邱、釜山、马山、统营、木浦的剧场巡回放映，在各地形成一次次的观影热潮。不过，完成此片后，团城社活动写真摄影部就没有再制作新的电影。:66-69:37-38

## 演员表
| 演员   | 角色 | 简介                 | 备注 |
| ------ | ---- | -------------------- | ---- |
| 金玉姬 | 蔷花 | 受继母虐待而死的姐妹 |      |
| 金雪子 | 红莲 | 受继母虐待而死的姐妹 |      |
| 禹正植 | 使道 | 朝鲜地方官           |      |
| 崔炳龙 | 父亲 | 蔷花和红莲的父亲     |      |